# Nerolidolo
Il nerolidolo, noto anche come peruviolo, è un sesquiterpene presente negli oli essenziali di molti tipi di piante e fiori. In natura esistono due isomeri geometrici del nerolidolo, cis e trans, che differiscono per la geometria attorno al doppio legame centrale. Il nerolidolo è presente nel neroli, zenzero, gelsomino, lavanda, melaleuca, cannabis sativa, e citronella. L'odore del nerolidolo è legnoso e ricorda la corteccia fresca. È usato come agente aromatizzante e in profumeria.